# Philénis
Philénis de Samos, en grec ancien Φιλαινίς, est une auteure du IVe siècle av. J.-C.

## Biographie
Philénis de Samos est reconnue comme l’auteure d’un manuel du sexe et des pratiques courtisanes qui eut du succès en Grèce antique ; il valut à Philénis d’être accusée de débauche par le sophiste Polycrate d'Athènes. Le poète Eschrion de Samos - originaire de la même cité que Philénis - prit sa défense contre Polycrate en attribuant la paternité du livre à Polycrate lui-même,. Quelques vers d’Eschrion sur ce sujet ont été conservés car ils sont cités par le grammairien Tzétzès et au livre VIII du Banquet des Deipnosophistes d’Athénée : « Moi, Philénis, célèbre parmi les hommes, je repose ici, après une longue vieillesse. O ! Nautonier insensé, en doublant ce cap, ne fais pas de moi un sujet de plaisanterie, de risée insultante, car, j'en atteste Zeus et les deux jeunes frères qui viennent tour à tour ici bas, je n’ai jamais eu de commerce illicite avec les hommes, ni vécu en femme publique. C’est Polycrate d'Athènes, cet imposteur, cette mauvaise langue, qui a écrit tout ce qu’on dit que j’ai écrit ; car pour moi je n'en sais rien. » Aristote la critique comme « folle furieuse ».

## Le livre de Philénis
Un fragment d'un exemplaire du livre de Philénis a été redécouvert sur un papyrus d'Oxyrhynque, le no 2891, qui date du IIe siècle av. J.-C. Il s’agit du tout début du livre, il indique que le père de Philénis se nomme Ocymène. On suppose que le livre était un traité sur l’art du sexe, décrivant des techniques de séduction, certaines positions sexuelles, des produits aphrodisiaques, abortifs et cosmétiques.

## Sources
- Émile Chambry, Émeline Marquis, Alain Billault et Dominique Goust (trad. du grec ancien par Émile Chambry), Lucien de Samosate : Œuvres complètes, Paris, Éditions Robert Laffont, coll. « Bouquins », 2015, 1248 p. (ISBN 978-2-221-10902-1).
- (fr) Pierre Pellegrin (dir.) et Aristote (trad. du grec ancien), Aristote : Œuvres complètes, Paris, Éditions Flammarion, 2014, 2923 p. (ISBN 978-2-08-127316-0).